# 张恭 (三国)
張恭（2世纪—3世纪），凉州敦煌郡淵泉人，東漢末及曹魏官員。

## 生平
建安十四年太守馬艾死后、張恭當時任職功曹以品德学問，被推举以長史代行太守。当時敦煌郡近鄰的酒泉郡黃華、張掖郡張進割据一方。不應朝廷之令。
延康元年（220年）張恭派遣子張就请魏王曹丕派遣太守。张就在酒泉郡被黄華脅迫扣留，意圖逼使張恭共同作亂。張恭得知后，派从弟張華率軍攻擊黄華，自己率兵策应攻打張進。派遣精鋭騎兵迎接正式太守尹奉。黄華後投降金城郡太守蘇則，張就得以平安返回敦煌。
不久魏朝建立，張恭为关内侯、被任命为西域戊己校尉。後中央徵召入朝，因病辞官，太和年間（227年－233年）去世，追贈執金吾。

## 家庭
- 從弟張華。
- 子張就，與父親同有名於河西。曹魏金城太守，西域戊己校尉。
- 孫張斅，字祖文，西晋广汉郡太守、匈奴中郎将。
- 曾孫張固，字元安，为西晋黄門郎，早卒。